# Kilowatt Festival
Kilowatt Festival, l'energia della scena contemporanea è un festival multidisciplinare internazionale riservato alle nuove produzioni di compagnie professionali di teatro contemporaneo, danza, arti performative, nouveau cirque e musica che si svolge dal 2003 a Sansepolcro, in Valtiberina Toscana.

## Storia
Fondato nel 2003, per iniziativa della compagnia teatrale CapoTrave, il festival è diretto dai drammaturghi Lucia Franchi e Luca Ricci, quest'ultimo anche regista.
Il festival si orienta alla ricerca e all'innovazione dei linguaggi scenici, ospitando e coproducendo spettacoli di teatro, danza, musica e circo contemporaneo, nonché formati multidisciplinari, favorendo la commistione tra le arti.
Dalla prima edizione a oggi hanno preso parte alla manifestazione oltre 700 gruppi e più di 3.500 artisti, tra italiani e internazionali, che hanno realizzato più di 1.100 repliche di 900 differenti spettacoli. 
Dal 2017, il festival individua ogni anno un artista di particolare rilievo nazionale e internazionale che viene scelto come madrina o padrino del festival. Sono stati indicati in questo ruolo: Ermanna Montanari del Teatro delle Albe (2017), Virgilio Sieni (2018), Romeo Castellucci (2019, poi annullata la sua presenza per una polemica pubblica scoppiata a pochi giorni dall'evento), Roberto Latini (2020), Spiro Scimone e Francesco Sframeli della Compagnia Scimone Sframeli (2021), Pippo Delbono (2022), Antonio Latella (2023), Federico Tiezzi e Sandro Lombardi (2024), Raffaella Giordano (2025).
Tra i numerosi altri artisti italiani, sono stati ospitati al festival: Elio Germano, Andrea Cosentino, Daniele Timpano, Maria Paiato, Carrozzeria Orfeo, Lucia Calamaro, Babilonia Teatri, Iaia Forte, Claudio Morganti, Valentina Cervi, Michele Sinisi, Anna Bonaiuto, Vinicio Marchioni, Teatro Sotterraneo, Davide Iodice, Mariangela Gualtieri, Ascanio Celestini, Elena Bucci, Fabrizio Falco, Paolo Mazzarelli, Fanny & Alexander, Mario Perrotta, Teatro dell'Argine, Federica Rosellini, per il teatro; Roberto Castello, Giorgio Rossi, Michele Abbondanza, Enzo Cosimi, Silvia Gribaudi, per la danza; Alessandro Mannarino, Massimo Zamboni, Paolo Benvegnù, Cesare Basile, Giorgio Canali, Federico Fiumani, Serena Altavilla, Massimo Bubola, Andrea Appino, Ginevra Di Marco, Gianni Maroccolo, Raphael Gualazzi, Bobo Rondelli, Eugenio Finardi, Omar Pedrini, John De Leo, Father Murphy, Marco Parente, Livio Minafra, Montefiori Cocktail, KuTso, per la musica, oltre a numerosi artisti del circo. 
Importante anche l'attenzione alla drammaturgia contemporanea italiana. A Kilowatt Festival sono andati in scena testi di Stefano Massini, Michele Santeramo, Emanuele Aldrovandi, Pier Lorenzo Pisano, Angela Demattè, Tindaro Granata, Chiara Lagani, Mariano Dammacco, Renata Ciaravino, Fabrizio Sinisi, Francesco Lagi, Chiara Boscaro, Marco Di Stefano, Chiara Lagani.
Il festival ospita inoltre un'ampia sezione di artisti internazionali, anch'essi dediti ai linguaggi della sperimentazione. Tra questi: César Brie, Leo Bassi, Claire Dowie, Roger Bernat, Mohamed El Khatib, Jérôme Bel, Julian Hetzel e Ntando Cele, Michael De Cock, Gianina Cărbunariu, Daniel Hellmann, Marion Siéfert e Helena de Laurens, Ahilan Ratnamohan, Lois Alexander, Tom Struyf, Linda Hayford, Shailesh Bahoran, Redouan Ait Chitt, Liz Santoro e Pierre Godard, Nina Santès, Gurshad Shaheman, Cherish Menzo, Arno Schuitemaker, Eric-Arnal Burtschy, Melina Martin, Betty Tchomanga, Melyn Chow, Lyto Triantafyllidou, Katja Heitmann, Joachim Maudet, Clara Furey, Courtney May Robertson, Wojciech Grudzinski, Femke Gyselinck, Ant Hampton, e molti altri.
L'elemento di maggiore originalità del festival è la sezione denominata Selezione Visionari, in base alla quale un gruppo di spettatori locali, cioè cittadini appassionati di teatro e danza e non addetti-ai-lavori, scelgono ogni anno, in completa autonomia, nove dei circa cinquanta spettacoli presentati nel cartellone del festival.
Fanno parte del programma del festival anche mostre e installazioni di arte visiva, incontri letterari, reading, convegni. Durante la settima edizione del festival, nel 2009, è nato il progetto che ha portato nel 2010 alla fondazione di CReSCo, il Coordinamento delle Realtà della Scena Contemporanea, che è stato presieduto per i primi due anni da Luca Ricci.
Dal 2013, lo staff del festival gestisce il Teatro alla Misericordia di Sansepolcro dove, durante l'anno, organizza il programma di ospitalità e residenze creative denominato Kilowatt Tutto l'Anno. Dal 2018 il Teatro alla Misericordia è diventato una delle due sedi del Centro di Residenza della Toscana, per volontà di Regione Toscana e Ministero dei beni e delle attività culturali.
Per il quadriennio 2014-18 la Commissione europea, nell'ambito del programma Creative Europe, ha finanziato il progetto di cooperazione su larga scala Be SpectACTive! del quale il direttore di Kilowatt, Luca Ricci, è coideatore e project-manager, il Comune di Sansepolcro è capofila e CapoTrave/Kilowatt è uno dei partner. Il progetto è stato rifinanziato dalla Unione europea anche per il quadriennio 2018-2022 con CapoTrave/Kilowatt come capofila di un partenariato di 19 enti e istituzioni culturali.
Nel 2019 Editoria & Spettacolo pubblica il volume Lo spettatore è un visionario nel quale Lucia Franchi e Luca Ricci raccontano la storia di Kilowatt e descrivono le idee sull'audience engagement che ne hanno animato l'azione.
Nel 2024 l'editore Titivillus pubblica il libro Viaggiare sicuri nella scena digitale che si riferisce alle sperimentazioni condotte dal festival intorno al tema della creazione performativa in digitale, a partire dal progetto Residenze Digitali, che Kilowatt ha ideato e che coordina.

## Premi
Nel 2010 il festival ha vinto il Premio UBU, diretto da Franco Quadri, con la seguente motivazione:
«Per l'attività di sguardi incrociati tra pubblico, artisti e critici, in cui è nascosta la forza eversiva di un punto di vista davvero nuovo. Coinvolto in questa gara popolare un gruppo di spettatori ribattezzati Visionari, cittadini appassionati ma non esperti, che partecipano alla scelta degli spettacoli e insieme a critici vecchi e nuovissimi si impegnano nella ricerca di un teatro da pensare e costruire».
Nel 2013 Luca Ricci ha ottenuto il Premio Nico Garrone per il progetto di produzione NeXtwork, realizzato da Kilowatt in collaborazione con il Teatro dell'Orologio di Roma.
Nel 2017 CReSCo, l'organizzazione della quale Kilowatt è stata uno dei principali promotori, ha vinto il Premio UBU nella sezione Progetti Speciali.
Nel 2021 Kilowatt Festival ha vinto il Premio della Critica assegnato ogni anno dall'Associazione Nazionale dei Critici di Teatro ANCT.
Sempre nel 2021, Lucia Franchi e Luca Ricci hanno vinto il Premio UBU per il miglior progetto curatoriale, per il loro lavoro di direzione di Kilowatt.